# Pseudamastus alsa
Pseudamastus alsa är en fjärilsart som beskrevs av Druce 1890. Pseudamastus alsa ingår i släktet Pseudamastus och familjen björnspinnare. Inga underarter finns listade i Catalogue of Life.